# 宮子あずさ
宮子 あずさ（みやこ あずさ、1963年（昭和38年）6月30日 - ）は、日本の看護師・随筆家。母は作家・評論家の吉武輝子。

## 略歴・人物
東京都杉並区生まれ。明治大学文学部を2年で中退後、東京厚生年金看護専門学校に入学。同校を卒業後、1987年より東京厚生年金病院に勤務。内科病棟を経て、神経科病棟および緩和ケア病棟の看護師長を歴任する。2009年3月に勤務先を退職。現在は精神科病院のパート訪問看護師として勤務するかたわら、大学非常勤講師やコラムニスト（東京新聞）を務める。博士（看護学）。

## 学歴
- 東京都立大泉高等学校卒業
- 明治大学文学部文学科日本文学専攻中退
- 東京厚生年金看護専門学校卒業（専門士）
- 武蔵野美術大学短期大学部通信教育部デザイン科グラフィックデザイン専攻卒業（短期大学士）
- 産能大学通信教育部経営情報学部経営情報学科卒業（経営情報学士）
- 中央大学法学部通信教育課程中退
- 明星大学大学院人文学研究科教育学専攻修士課程（通信教育課程）修了（教育学修士）
- 武蔵野美術大学造形学部通信教育部芸術文化学科造形研究コース卒業（造形学士）
- 日本大学通信教育部文理学部文学専攻（英文学）中退
- 武蔵野美術大学造形学部通信教育部デザイン情報学科 コミュニケーションデザインコース中退
- 東京女子医科大学大学院看護学研究科看護学専攻博士後期課程看護職生涯発達学分野修了（博士（看護学））

## 著作

### 単行本
- あずさの性の話・生の話 : 女と男が生きるには (1984年3月, 新泉社)
- 21歳のロードマップ (1985年9月, 教育史料出版会)
- あずさの性の話・生の話 : 女と男が生きるには (1989年5月, 新泉社)
- 親ばなれできないかもしれない症候群 (1992年2月, 海竜社) ISBN 4-7593-0304-9
- 看護婦たちの物語 (1993年1月, 弓立社) ISBN 4-89667-264-X
- 看護婦だからできること (1993年2月, リヨン社) ISBN 4-576-92169-X
- 本音で話そう「看護婦問題」 : 現場からの言い分 (1993年4月, 未來社) ISBN 4-624-50103-9
- 看護婦が見つめた人間が死ぬということ (1994年1月, 海竜社) ISBN 4-7593-0375-8
- 看護婦泣き笑いの話 (1994年5月, 講談社) ISBN 4-06-207055-3
- やさしい血 : ナースステーションからの伝言 (1995年5月, 河出書房新社) ISBN 4-309-00986-7
- 看護婦が見つめた人間が死ぬということ 続 (1996年1月, 海竜社) ISBN 4-7593-0454-1
- 看護婦だからできること 2 (1996年11月, リヨン社) ISBN 4-576-96157-8
- こんな私が看護婦してる (1996年7月, 集英社文庫) ISBN 4-08-748502-1
- 看護婦泣き笑いの話 (1997年4月, 講談社文庫) ISBN 4-06-263494-5
- ナースコール : だから看護婦はやめられない (1997年7月, 講談社ニューハードカバー) ISBN 4-06-264054-6
- 老親の看かた、私の老い方 : 看護婦が考えた「老い」と「介護」 (1998年2月, 講談社ニューハードカバー) ISBN 4-06-264070-8
- 看護婦が見つめた人間が死ぬということ (1998年4月, 講談社文庫) ISBN 4-06-263220-9
- 35歳は強気ときどき弱気 (1998年6月, 徳間書店) ISBN 4-19-860865-2
- 看護婦を生きる : 精神科病棟の日々 (1999年3月, 岩波書店) ISBN 4-00-002832-4
- 看護婦だからできること (1999年4月, 集英社) ISBN 4-08-747045-8
- 内科病棟24時 : 生命を愛する看護婦たちの物語 (1999年4月, 講談社) ISBN 4-06-264537-8
- 宮子あずさの患者さんのやわらかい見方年 1 (1999年8月, 日本看護協会出版会) ISBN 4-8180-0693-9
- 看護婦が見つめた人間が病むということ (1999年9月, 海竜社) ISBN 4-7593-0603-X
- 宮子あずさの患者さんのやわらかい見方年 2 (1999年9月, 日本看護協会出版会) ISBN 4-8180-0694-7
- 気持ちのいい看護 (2000年9月, 医学書院) ISBN 4-260-33088-8
- つらい心への処方箋 : 楽しく生きるための知恵 (2001年1月, ポプラ社) ISBN 4-591-07032-8
- ほんわかナース生活 (2001年3月, 大和書房) ISBN 4-479-01134-X
- 宮子あずさの患者さんのやわらかい見方年 3 (2001年3月, 日本看護協会出版会) ISBN 4-8180-0833-8
- 看護婦だからできること 2 (2001年5月, 集英社) ISBN 4-08-747324-4
- 35歳は強気ときどき弱気 (2002年6月, 幻冬舎) ISBN 4-344-40252-9
- 宮子あずさのナースな毎日 (2003年4月, 実務教育出版) ISBN 4-7889-6417-1
- 看護婦だからできること 3 (2004年12月, リヨン社) ISBN 4-576-04251-3
- 大学通信教育は卒業できる! (2004年3月, メディカ出版) ISBN 4-8404-0791-6
- 病院にかかるときの知恵袋 : 看護師だから、こう思う (2004年6月, 講談社) ISBN 4-06-272261-5
- 老親の看かた、私の老い方 (2004年8月, 集英社) ISBN 4-08-747733-9
- ナースな言葉 : こっそり教える看護の極意 (2005年1月, 集英社) ISBN 4-08-747876-9
- 看護婦が見つめた人間が死ぬということ (2005年4月, 海竜社) ISBN 4-7593-0869-5
- 人生に必要なことはぜんぶ看護に学んだ : 宮子あずさのサイキア・トリップ (2007年6月, 医学書院) ISBN 978-4-260-00319-3
- ナース主義! (2007年9月, 集英社文庫) ISBN 978-4-08-746216-6
- 卵の腕まくり (2008年1月, 集英社文庫) ISBN 978-4-08-746361-3
- 看護婦が見つめた人間が病むということ (2008年12月, 講談社文庫) ISBN 978-4-06-276229-8
- 看護師専用お悩み外来 (2008年7月, 医学書院) ISBN 978-4-260-00652-1

### 単行本(共著)
- 主婦はつくられる (1983年7月,汐文社) (共著：武田京子. 鈴木由美子. 仲野暢子. 野村康子. 藤枝澪子. 宮子あずさ. 長谷幸江. 村松泰子)
- 娘の言い分親の言い分 (1986年1月,国土社) ISBN 4-337-50409-5 (共著：吉武輝子, 宮子あずさ)
- 感覚はシングル : 女性ライダーのふたりごと (1990年1月,未來社) ISBN 4-624-50090-3 (共著：猿橋聖美, 宮子あずさ)
- 縁あって母娘 (1996年12月,労働旬報社) ISBN 4-8451-0461-X (共著：吉武輝子, 宮子あずさ)
- 看護婦七転八倒 : ナース川柳 (1998年11月,ベストセラーズ) ISBN 4-584-15893-2 (共著：小林光恵, 宮子あずさ)
- 自立に向かう女の子の育て方 (1998年8月,明治図書出版) ISBN 4-18-099505-0 (共著：吉武輝子, 宮子あずさ)
- 看護婦七転八倒 : ナース川柳 (2000年6月,幻冬舎) ISBN 4-87728-876-7 (共著：小林光恵, 宮子あずさ)
- 社会人大学院生のススメ―働きながら、子育てしながら博士・修士 (2012年5月,オクムラ書店) ISBN 4-8605-3114-0 (共著：松本肇. 稲垣諭. 長沼貴美. 如月真実. 木村知洋. 宮子あずさ. 渡辺治)

### 単行本(監修)
- 看護婦さんになろう! : まんが版仕事完全ガイド (2002年4月,小学館) ISBN 4-09-253256-3 (まんが：河内実加 ; 原作：河村久美子)